# Paul Savary
Paul Savary (* 2. November 1982 in Morges) ist ein ehemaliger Schweizer Eishockeyspieler, der über viele Jahre für den Genève-Servette HC und den Lausanne HC in der National League A aktiv war. Zudem absolvierte Savary 32 Länderspiele für die Schweizer Nationalmannschaft.

## Karriere
Paul Savary begann seine Karriere als Eishockeyspieler in der Nachwuchsabteilung des Genève-Servette HC, für dessen Profimannschaft er von 1999 bis 2002 in der Nationalliga B spielte und mit der er anschliessend den Aufstieg in die Nationalliga A erreichte. In der NLA ist der Center seither Stammspieler. Nach dem Aufstieg der Genfer kam er zudem zwischen 2002 und 2004 zu insgesamt drei Einsätzen für die NLB-Clubs HC La Chaux-de-Fonds und HC Sierre. Für das NLB-Playoff-Finale der Saison 2012/13 agierte er leihweise beim Lausanne HC, mit dem Savary die Meisterschaft der National League B gewann. Im Mai 2013 wurde er fix von den Waadtländern verpflichtet und mit einem Dreijahresvertrag ausgestattet, nachdem diese den Aufstieg in die National League A realisiert hatten.
Im November 2016 wurde Savary an den HC Red Ice aus der NLB ausgeliehen und spielte dort bis zum Ende der Saison 2016/17. Anschließend beendete er seine Karriere und wurde Trainer im Amateurbereich des Genève-Servette HC.

### International
Für die Schweiz nahm Savary an der Weltmeisterschaft 2010 in Deutschland teil. Bei dieser gab er in sieben Spielen eine Torvorlage. 

## Erfolge und Auszeichnungen
- 2002 Aufstieg in die National League A mit dem HC Servette Genève
- 2013 Meister der National League B mit dem Lausanne HC